# Kohl-Plateau
Das Kohl-Plateau (auch Kohl-Larsen-Plateau) ist eine vereiste und bis über 760 m hoch gelegene Hochebene im Zentrum Südgeorgiens zwischen den Kopfenden des Keilhau- und des Neumayer-Gletschers.
Entdeckt und erstmals kartiert wurde das Plateau durch den deutschen Forschungsreisenden Ludwig Kohl-Larsen (1884–1969) zwischen 1928 und 1930. Der South Georgia Survey benannte es im Zuge einer von 1951 bis 1952 durchgeführten Vermessung nach seinem Entdecker.